# Bellesa
Bellesa es un sitio web canadiense de pornografía en Internet fundado en 2017 y dirigido a mujeres. Produce películas pornográficas originales bajo la compañía Bellesa Films, con la cineasta Jacky St. James como directora. Bellesa Boutique (BBoutique) ofrece productos de juguetes sexuales, y el sitio web también presenta modelos de webcam, ficción pornográfica y otros medios. Bajo el nombre de Bellesa Plus, tienen un servicio de suscripción por niveles.
La empresa se fundó inicialmente para alojar vídeos pornográficos y otros contenidos compartidos por mujeres, pero tras un perfil positivo en Bustle, fue ampliamente criticada por las trabajadoras del sexo por incrustar contenidos sin el consentimiento de los estudios de producción, los directores o los intérpretes, y sin pagarles. Después de que la directora ejecutiva, Michelle Shnaidman, pidiera disculpas, el sitio web se rediseñó. Más tarde, Bellesa empezó a trabajar con St. James en la producción de películas en las que los actores pornográficos podían decidir el argumento, el vestuario y con quién trabajar. Tienen un programa de creadores BIPOC para dar 20 000 dólares al mes a proyectos de rodaje en los que participen trabajadores BIPOC. Además, la empresa produce juguetes sexuales con BuzzFeed, que promociona los productos en su sitio web, y patrocina la sección "Sex and Love" en dicho medio.
Bellesa Films ha sido nominada en varias ocasiones a los Premios AVN. Una reseña del sitio web en The Daily Dot fue mayoritariamente positiva. El primer juguete sexual de la empresa, el Air Vibe, recibió críticas dispares.

## Historia

### Fundación
La empresa Bellesa, con sede en Montreal, fue fundada en febrero de 2017 por Michelle Shnaidman, quien se especializó en Psicología y se especializó en Estudios de la Mujer en la Universidad McGill, graduándose en 2014. Según un artículo patrocinado en The Bull & Bear, Shnaidman nombró el sitio web en honor a la palabra catalana "belleza". Se sentía alienada por los sitios web de pornografía convencional, destacando los anuncios del tipo "haz crecer tu pene 10 centímetros" como demostración de que los sitios no están diseñados para ellas.
Bellesa se dirigía a las mujeres. Como resultado de la investigación de la empresa, Schnaidman afirmó que el sitio se había diseñado para destacar el placer "auténtico" de los artistas y los cuerpos "relatables" en la pornografía, con una mayor atención a los cuerpos y ruidos masculinos. Además, Schnaidman consideraba que las mujeres estaban más interesadas en la erótica que los hombres, debido al enfoque en la empatía y la imaginación, y como consumidoras de porno tanto de hombre con hombre como de mujer con mujer; Bellesa no se refería a esta última como "porno lésbico" para evitar alienar a las mujeres heterosexuales. La periodista de Vice Zing Tsjeng escribió en septiembre de 2017 que los comentarios oficiales del sitio web "se inclinaban mucho por el lenguaje del feminismo y la positividad sexual".
El sitio web comenzó alojando vídeos enviados por los usuarios, ficción pornográfica y otros medios. También albergaba una plataforma de blogs, The Collective, centrada en la positividad sexual en relación con la cultura y el feminismo. Un vídeo de NowThis News sobre el sitio llamó la atención. En septiembre de 2017, las quejas de actores pornográficos como Kim Cums, Janice Griffith y Casey Calvert sobre la ilegitimidad de que el sitio web alojara vídeos sin el consentimiento o el beneficio económico de los intérpretes llevaron a Bellesa a eliminar sus secciones de vídeos e imágenes.
Según Tsjeng, los videoclips se utilizaban sin acreditar al director o a la productora y parecían estar incrustados en sitios de tubos, como Pornhub, SpankBang y XHamster. Mile High Media afirmó que no había dado permiso para que sus producciones se utilizaran en el sitio web, pero que constituían una parte sustancial del contenido alojado en Bellesa. Según Schnaidman, en septiembre de 2018, el contenido pirateado fue subido a sitios de tubos e incrustado en Bellesa por los usuarios; Bellesa no tenía la facilidad de monitorear las cargas a medida que crecía su base de usuarios. Schnaidman creía que los sitios web de alojamiento deberían haber retirado los vídeos, pero "a los sitios tube más grandes no les importa en absoluto" la piratería.
El propietario de Takedown Piracy, Nate Glass, afirmó que el sitio web no alojaba el contenido, sino que "comisariaba" el "contenido predominantemente pirata". Glass envió al menos 20 avisos de retirada de la Digital Millennium Copyright Act (DMCA) a Bellesa. La directora pornográfica Jacky St. James, cuyo contenido se utilizó en Bellesa, criticó que el sitio web era "falsamente feminista" por hacer declaraciones sobre ética pero utilizar el contenido de otros sin acreditarlo. Según Ana Valens, de The Daily Dot, los términos y condiciones del sitio web responsabilizaban de los problemas de derechos de autor a los usuarios que subían material, no a los propietarios. Jiz Lee, productora de PinkLabel, comentó que "la piratería es lo más destructivo para los creadores independientes, especialmente para las mujeres cineastas e intérpretes que producen sus propios contenidos". La socióloga Chauntelle Tibbals escribió un artículo para AVN en el que criticaba duramente tanto a Bellesa como a Suzannah Weiss por el perfil positivo de Bustle sobre Shnaidman; Tibbals dijo que el perfil fue lo que llevó el escrutinio al sitio.
Shnaidman se disculpó en un comunicado: "me ha quedado aleccionadoramente claro que el objetivo con el que creé esta plataforma ha entrado lamentablemente en conflicto directo con el apoyo y el respeto a las mujeres del espacio sexual". Brady Dale, de The New York Observer, comentó que la declaración de intenciones de Bellesa se centraba únicamente en su público, no en las trabajadoras del sexo, pero que la disculpa de Shnaidman "reconoce que también tiene una responsabilidad con las mujeres que producen este trabajo".

### Rediseño y producciones originales
Bellesa.co se sometió a un rediseño de su sitio web en agosto de 2019, y en marzo de 2020 había lanzado una tienda de juguetes sexuales y una sección de modelos webcam. Formaron asociaciones de colaboración con Deeplush, Sweet Sinner y Vixen. Su plan de suscripción escalonado, Bellesa Plus, comenzó en febrero de 2021.
En octubre de 2017, AVN anunció que Bellesa estaba fundando un estudio pornográfico, Bellesa Productions, en cooperación con Mile High Media. Esto se manifestó en abril de 2019 como Bellesa Films, con Jacky St. James como directora. Debutó con dos box sets, First Times & Second Chances, y This Isn't Cheating, el primero de los cuales presenta a Calvert y el último a Carter Cruise. En 2020, Damon Dice fue el primer actor contratado por Bellesa Films, con un contrato de exclusividad de un año.
En diciembre de 2019, Bellesa Films lanzó un sello, Bellesa House, con St. James como director. Según Bellesa, las producciones dan a los artistas la oportunidad de elegir a sus parejas; presenta películas que no tienen guion ni edición, donde los artistas eligen su propia ropa y no usan maquillaje ni se peinan. Además, no se toman fotos de sexo. Los vídeos no tienen diálogos y no son softcore. El rodaje de la serie comenzó a finales de enero de 2020. Otra serie de producción original, Bellesa Blind Date, comenzó en agosto de 2021. Dirigida por St. James, dos intérpretes se comunican entre sí de forma anónima sobre sus fantasías sexuales, y luego se conocen y tienen relaciones sexuales.
El Programa de Creadores BIPOC, lanzado en febrero de 2021, destina 20.000 dólares al mes a proyectos en los que participen trabajadores BIPOC. Bellesa declaró que la iniciativa era necesaria porque "gran parte del contenido para adultos rodado por estudios con intérpretes de color, incluso en 2021, está fetichizado y es problemático".
En septiembre de 2022, Bellesa Plus publicó la escena de regreso de la intérprete Remy LaCroix.

## Juguetes sexuales
En 2018, la empresa lanzó Bellesa Boutique, una tienda de juguetes sexuales. Comenzaron a asociarse con BuzzFeed. Su primer producto original, el AirVibe, salió a la venta en noviembre de 2020. Es un vibrador que utiliza succión y estimulación del Punto G. El Pebble debutó en febrero de 2021. Las fechas de lanzamiento se programaron para llegar poco antes de los picos estacionales en las ventas de juguetes sexuales.
En noviembre de 2021, Bellesa Boutique lanzó el juguete sexual Demi Wand con la artista y actriz Demi Lovato. El producto es un vibrador de varita que se carga en su carcasa, diseñado principalmente para la estimulación del clítoris. Fue pensado, como un huevo del amor, para ser accesible a las personas nuevas en el uso de juguetes sexuales. Bellesa también produce anillos para el pene, consoladores y otros juguetes sexuales.
Bellesa patrocina la sección vertical de "Sex and Love" de BuzzFeed, mientras que el sitio recibe regalías cuando sus lectores son dirigidos a un producto de Bellesa y completan una venta. Las empresas no pueden gastar dinero en publicidad en plataformas propiedad de Google o Facebook, ya que sus términos y condiciones lo prohíben, pero sí pueden publicar en Facebook e Instagram. Bellesa también ha colaborado con The Daily Beast para promocionar sus juguetes sexuales.

## Otras empresas
El 19 de agosto de 2021, la plataforma de creación de contenidos OnlyFans anunció que prohibiría el material sexualmente explícito a partir de octubre. El mismo día, Bellesa declaró que lanzaría una plataforma similar para trabajadores del sexo y creadores de contenidos a finales de año. Los creadores individuales monetizarían sus contenidos mediante cuotas de suscripción y propinas únicas. OnlyFans revocó su decisión una semana después.
Bellesa patrocina los Good Sex Awards de Rachel Kramer Bussel, que celebraron su primera ceremonia en julio de 2021.
La empresa tiene una cuenta activa en Instagram, que fue suspendida brevemente en diciembre de 2021, pero restaurada tras la protesta de los fans.

## Recepción
En la 37ª edición de los Premios AVN, en 2019, Bellesa Films obtuvo cinco nominaciones. Al año siguiente, Bellesa House ganó el premio al Banner a la Mejor Nueva Producción.
Danni Danger, de The Daily Dot, hizo una crítica mayormente positiva de Bellesa en 2020, elogiando la naturaleza "auténtica y cruda" de su contenido original, la naturaleza de alto perfil de sus intérpretes pornográficos y la dirección de St. James para mantener la "tensión coqueta". Elogiaron el diseño del sitio web, su razonable ancho de banda, sus anuncios mínimos y su asequibilidad, pero criticaron que las películas presenten a la mujer como "delgada, cisgénero y sin discapacidad", y que algunos argumentos sean "deleznables", como uno en el que un hombre es recompensado por la narración por discutir con su novia sobre sus límites sexuales en un trío.
Anna Iovine, de Mashable, dio al AirVibe una crítica mayoritariamente negativa, criticando los botones y el diseño como confusos y escribiendo que el tamaño y la forma del juguete no se ajustaban a su anatomía. Sin embargo, alabó su discreto embalaje y su precio. Por el contrario, Anne Stagg, crítica del New York, recomendó el AirVibe por su precio y su capacidad para inducir "gloriosos orgasmos combinados".
Sophie Saint Thomas, de Bustle, y Megan Wallace, de Cosmopolitan, elogiaron su pequeño tamaño, sus vibraciones silenciosas pero potentes, el cargador de la funda y su color amarillo. Thomas lo recomendó para viajar y para usarlo en múltiples zonas erógenas durante la masturbación y el sexo. Sin embargo, Wallace lo calificó de menos agradable estéticamente que otros juguetes eróticos y señaló que no hay opción de reducir la intensidad, excepto pasando por los ocho modos.